# هنري ويلسون ألن
هنري ويلسون ألن (بالإنجليزية: Henry Wilson Allen)‏ (12 سبتمبر 1912، كانساس سيتي في الولايات المتحدة - 26 أكتوبر 1991، فان نويس في الولايات المتحدة)؛ كاتب، كاتب سيناريو وروائي أمريكي.

## روابط خارجية
- هنري ويلسون ألن على موقع IMDb (الإنجليزية)
- هنري ويلسون ألن على موقع قاعدة بيانات الفيلم (الإنجليزية)